# Synopeas palawanensis
Synopeas palawanensis är en stekelart som beskrevs av Peter Neerup Buhl 1997. Synopeas palawanensis ingår i släktet Synopeas och familjen gallmyggesteklar. Inga underarter finns listade i Catalogue of Life.